# روبرت وايت (جراح)
روبرت وايت (بالإنجليزية: Robert White)‏ هو ضابط وجراح وطبيب أمريكي، ولد في 1688 في مملكة اسكتلندا، وتوفي في 1752 في White's Fort (Hayfield, Virginia) ‏ في الولايات المتحدة.